# ハンフリー (猫)
ハンフリー（英: Humphrey、1988年頃 - 2006年3月）は、イギリス首相官邸であるダウニング街10番地で1989年から1997年11月13日まで、首相官邸ネズミ捕獲長として勤務した猫。1歳の迷い猫として現われて以降、マーガレット・サッチャー、ジョン・メージャー、トニー・ブレア各首相の下で働いたが、ブレア一家が官邸に移ってきた6か月後に引退した。前任者はウィルバーフォース。ハンフリーは、官邸の実際の職員として冗談半分に報じられることがしばしばあった。

## 雇用の開始
ハンフリーは内閣府の職員が見つけた迷い猫であり、『イエス・ミニスター』および『イエス・プライム・ミニスター』に登場する典型的公務員ハンフリー・アップルビー卿にちなんで名付けられた。前任のネズミ捕獲官ウィルバーフォースが1988年に死んで以降、内閣府と首相官邸は後任を必要としており、ハンフリーがその職に就くこととなった。
100ポンドの年俸（これは官邸予算で賄われた）の殆どは食費に充てられたが、年に4,000ポンドも取りながら一度もネズミを捕らえなかったらしい官邸の専門衛生業者に比べれば、ハンフリーはかなり良く働いたと言われている。官邸の有名な玄関扉の前でポーズをとるハンフリーがよく写真に撮られた。ハンフリーの最も重要な任務は、迷路のような官邸建物内でネズミを捕らえることだった。一部は16世紀まで遡る建て付けの悪さ、セント・ジェームズ・パークに近いという立地は、常に害獣・害虫の問題をもたらした。ハンフリーは、引退する時には首相官邸ネズミ捕獲長のポストまで登りつめていた。

## トラブル
1993年11月、ハンフリーが軽い腎臓病を患い特別食を与えられているという、職員向けの内部メモが官邸内で回覧された。彼へのおやつ禁止令が実施された。
1994年6月7日、メージャー首相（当時）の執務室の窓外の植木箱に巣を作っていたコマドリの雛4羽を殺したとしてハンフリーは非難された。しかし翌日、メージャーは「ハンフリーは無実の罪を着せられていないか」と述べ、彼を庇った。彼の無実は2006年にようやく晴らされた。デイリー・テレグラフ紙の記者ジョージ・ジョーンズは、当時書いたコラムは裏付けの証拠を欠いた「ハメを外した新聞報道」に過ぎなかったと認めた。1994年9月、ハンフリーがセント・ジェームズ・パークで見つかり、同年にそこのカモを殺した犯人ではないかと非難された。
1995年6月、ハンフリーは行方不明になった。1995年9月25日、ハンフリーが死亡したのは確かであろうと首相の報道官は述べたが、この発表が広く知られたことによって、ハンフリーは王立陸軍医科大学の近くで再び発見された。彼はそこで迷い猫として迎え入れられ、「パトロール猫」略して「PC」と呼ばれていた。彼は官邸に戻ると、職員を通じて次のような声明を出した。「王立陸軍医科大学では素晴らしい休暇を過ごさせて頂きましたが、また職に復することになり嬉しく思います。次の国会会期を楽しみにしております。」ちなみに無事発見された際、その事を受け(当時の米国大統領クリントンの飼い猫の)ソックス名義での祝電を受けている。

## ハンフリーとブレア一家
1997年の総選挙後、トニー・ブレアが首相官邸に移って一週間もしないうちに、ハンフリーと新首相夫人シェリー・ブレアとの不和が報じられた。ブレア夫人は猫アレルギーだとも、また猫を不潔だと信じているとも報じられた。しかしある報道官は、ハンフリーが去ることはないであろう、首相官邸はハンフリーの住処であり、ブレア一家がどう関わろうとそれに変わりはない、と強調した。ハンフリーとブレア夫人のツーショット写真も公開されたが、ハンフリーが追い出されるのではないかという懸念を払拭するには至らなかった。この難行ともいえる写真撮影の前、報道担当の職員アラステア・キャンベルがハンフリーをなだめていたという証言が後に出ている。またこの写真は雑誌『プライベート・アイ』の表紙で使われ、ハンフリーに「走り回るこのネズミをひっ叩いてやる」という労働党新政権を揶揄する台詞が添えられた。
1997年11月、ハンフリーの主な世話係であり首相の政策部局勤務のジョナサン・リースは、ハンフリーは引退して「適切な世話を受けられる安定した住環境」に移る必要があるとの覚え書きを記した。ハンフリーの引退理由は長引く腎臓病のためとされたが、多くの人々はこの決定の背後にブレア夫人がいたと信じている。

## 殺害説
1997年11月13日、ハンフリーは年長の雌雄2匹と共にロンドン郊外の新居へ移ったが、誘拐の危険を避けるため、それが発表されたのは翌日だった。ハンフリーは保守党政権下でほぼ8年近く首相官邸で幸せに暮らしていたのに、労働党が政権を取るや半年もしないうちに引っ越すはめになったと、保守党議員たちは早速指摘した。
保守党の国会議員で動物愛護家のアラン・クラークは、ハンフリー引退の発表のされ方に疑念を持ち、ハンフリーがまだ生きている証拠を要求した。「ハンフリーは今や行方不明者だ。彼から便りがあるか、公の場へ姿を現わさない限り、彼は射殺されたと疑わざるを得ない。」この事は、ハンフリーがブレア夫人の指示で安楽死させられたという噂を生んだ。
首相の事務方は、ハンフリーが首相官邸から去るという決定は獣医の助言によるものだと主張した。そして1997年11月24日、報道関係者の一団が南ロンドンの秘密の場所へ案内され、まだ元気に生きているハンフリーを見せられた。当日の新聞紙の上でポーズをとるハンフリーの写真が公開され、彼は太ったと報じられた。

## 引退生活
その後2-3年間ハンフリーの消息は途絶え、多くの人々は彼は死んだのだろうと考えた。2005年のはじめ、デイリー・テレグラフ紙はハンフリーに関する情報公開請求を起こし、まだ官邸にいた頃の新情報が明かされた。この2005年のレポートで、テレグラフ紙は次のように嘆いている。「ハンフリーは今どこにいるのか… いや、まだ生きているのかすら、謎のままである。内閣府の報道官は昨晩、『残念なことに私も知らされていない』と打ち明けた。つまり公式な担当役も、7年間にわたり彼の消息を知らないのだ。」しかし2005年7月22日、インデペンデント紙は「17歳のネズミ捕獲官は元気に生きており、南ロンドンで暮らしている」と報じた。これは有名人のペットに関する記事の一部であり、それ以上の詳細は触れられなかった。
2006年3月、トニー・ブレアの報道官はハンフリーが前週、飼われていた内閣府職員の家で息を引き取ったと報告した。